# Ctenolabrus rupestris
Il tordo dorato (Ctenolabrus rupestris Linnaeus, 1758) è un pesce di mare appartenente alla famiglia Labridae, unico appartenente al genere Ctenolabrus.

## Distribuzione e habitat
È un labride piuttosto settentrionale dato che popola l'Oceano Atlantico tra la Norvegia ed il Marocco oltre che il mar Mediterraneo (dove non è comune) ed il mar Nero. 
Abita fondi rocciosi ed a posidonieto tra 10 e 70 metri, i giovani in acque più basse e gli adulti in profondità.

## Descrizione
Molto simile al Genere Symphodus da cui si riconosce per la livrea che è in genere bruno dorata sul dorso (talvolta verde negli individui di prateria) e bianco madreperlaceo sul ventre con una linea scura che parte dalla bocca ed attraversa l'occhio arrivando nei pressi dell'opercolo branchiale e una serie di linee orizzontali brune sui fianchi. C'è una vistosa macchia scura nella parte superiore del peduncolo caudale e, spesso, un'altra all'inizio della pinna dorsale. 
Può raggiungere i 20 cm.

## Riproduzione
Avviene in primavera. Le uova e le larve sono pelagiche.

## Pesca
Abbocca alle lenze e si trova nel pescato dei tramagli ma le sue carni non sono pregiate e vanno bene solo per le zuppe di pesce.